# Pristocera
Pristocera är ett släkte av steklar som beskrevs av Johann Christoph Friedrich Klug 1808. Pristocera ingår i familjen dvärggaddsteklar.
Släktet innehåller bara arten Pristocera depressa.